# Ölbergshöhe
Die Ölbergshöhe bei Bad Suderode im sachsen-anhaltischen Landkreis Harz ist ein 320,6 m ü. NHN hoher Ausläufer des Höhenzugs Ramberg im Mittelgebirge Harz.

## Geographische Lage

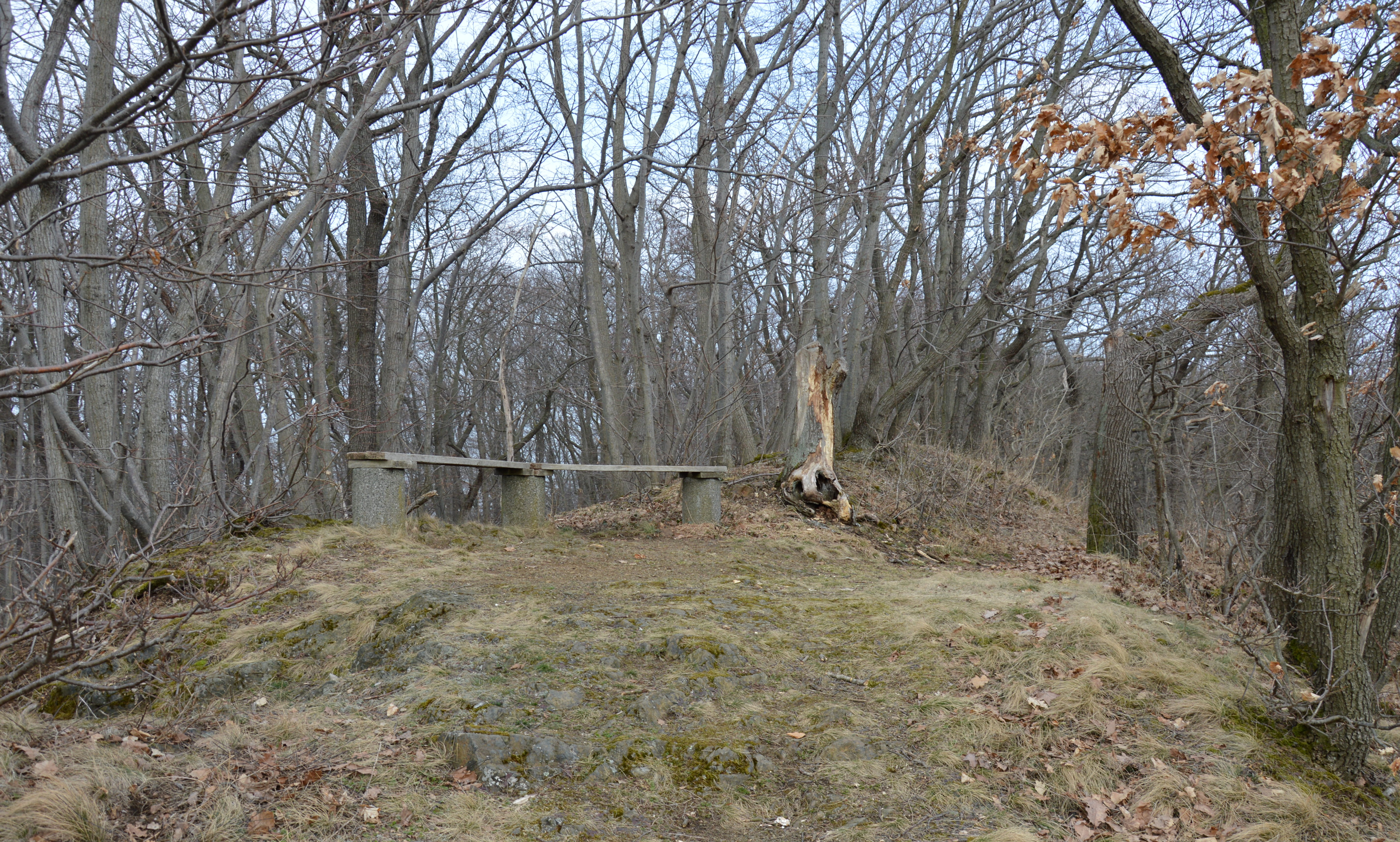
Gipfel

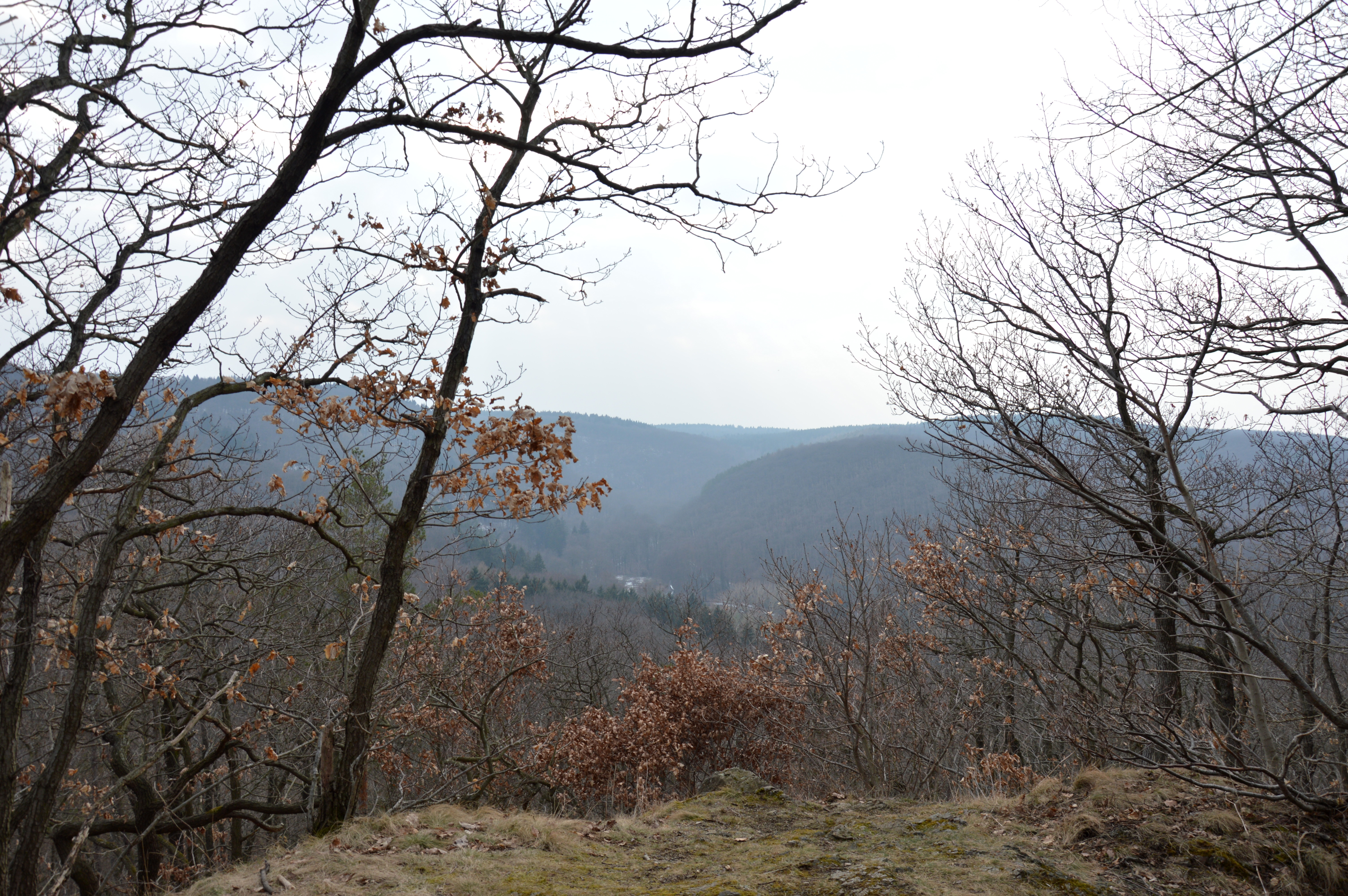
Blick von der Ölbergshöhe

Die Ölbergshöhe befindet sich im Naturpark Harz/Sachsen-Anhalt als Nordausläufer des Granitmassivs Ramberg. Sie erhebt sich direkt südlich von Bad Suderode und etwas südwestlich von Gernrode (beides sind Ortsteile von Quedlinburg) zwischen dem Kältetalbach im Westen und dem Hagentalbach im Osten. Ihr nordnordwestlicher Bergsporn ist der etwas niedrigere Schwedderberg.

## Preußenturm und Wandern
Auf dem Bergsporn Schwedderberg steht der Aussichtsturm Preußenturm, von dem der Blick unter anderem auf Bad Suderode und Gernrode sowie hinüber zum Brocken fällt.
Über die Nordflanke von Ölbergshöhe und Schwedderberg verläuft im Abschnitt Bad Suderode–Gernrode der Europäische Fernwanderweg E11. Diesen Weg kreuzend gelangt man vom Kurpark in Bad Suderode kommend auf einem recht steilen Weg auf beide Erhebungen und damit zum Preußenturm. Der Turm ist als Nr. 185 in das System der Stempelstellen der Harzer Wandernadel einbezogen. Auf der Ölbergshöhe befindet sich der von 1573 stammende Stein Salzlecke.